# Puri (gastronomia)
Il puri, o poori (ˈpuːri), è un pane azimo indiano, consumato principalmente in India, Pakistan e Bangladesh come prima colazione, snack o pasto veloce. Viene inoltre servito solitamente assieme ad altri piatti vegetariani durante le funzioni cerimoniali e come parte dell'offerta agli Dei nel prasadam. La parola puri significa letteralmente pane e proviene dal sanscrito पूरिका (pūrikā).
| Altri nomi |
| --- |
| - (HI) पूरी (pūrī) - (UR) بوری - (TA) பூரி (pūri) - (KN) ಪೂರಿ (pūri) - (OR) ପୁରି (pori) - (TE) పూరి (pūri) - (TR) (Puf böreği) |

## Preparazione
Il puri viene preparato tramite un impasto di farina Atta integrale e sale, steso poi tramite un mattarello e fritto in burro ghee o olio vegetale. In Pakistan e altre parti dell'India come il Bengala Occidentale e l'Uttar Pradesh, il puri è solitamente preparato con farina maida anziché l'Atta. Durante la frittura l'impasto si gonfia diventando leggermente sferico. Quando inizia a diventare di colore biondo dorato, viene rimosso e servito caldo.

## Varianti

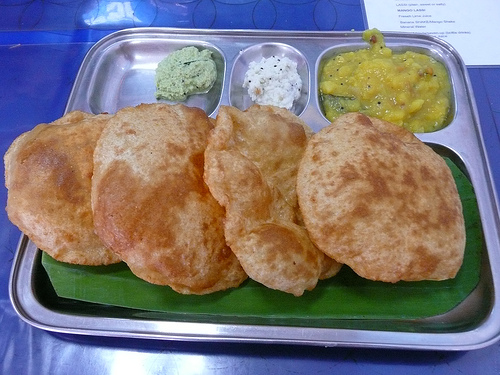
Puri indiani con varie salse di accompagnamento.

La variante più nota del puri è la bhatura (o bhatoora) che è almeno tre volte più grande del puri e viene servita assieme al chana masala, un curry di ceci piccante. Viene inoltre utilizzato un diverso tipo di farina: mentre per il puri si utilizza farina integrale, per la bhatura si usa sempre la farina maida, che è ne permette la lievitazione.
Altre varianti molto popolari sono il luchi, consumato negli stati orientali come il Bengala Occidentale e Orissa, o il sev puri, servito come snack per le strade assieme al chaat.

## Consumo
Il puri viene spesso accompagnato con varie salse, come il saagu, o il masala di patate ("alu palya" nel Karnataka); ma anche dal dessert halva, la korma, il chana masala o una zuppa di lenticchie chiamata dal. In alcune parti dell'India durante la celebrazione del Pūjā, il puri viene servito come accompagnamento a vari piatti a base di verdure e al mistanno, un dolce a base di riso, latte e zucchero.

## Galleria d'immagini

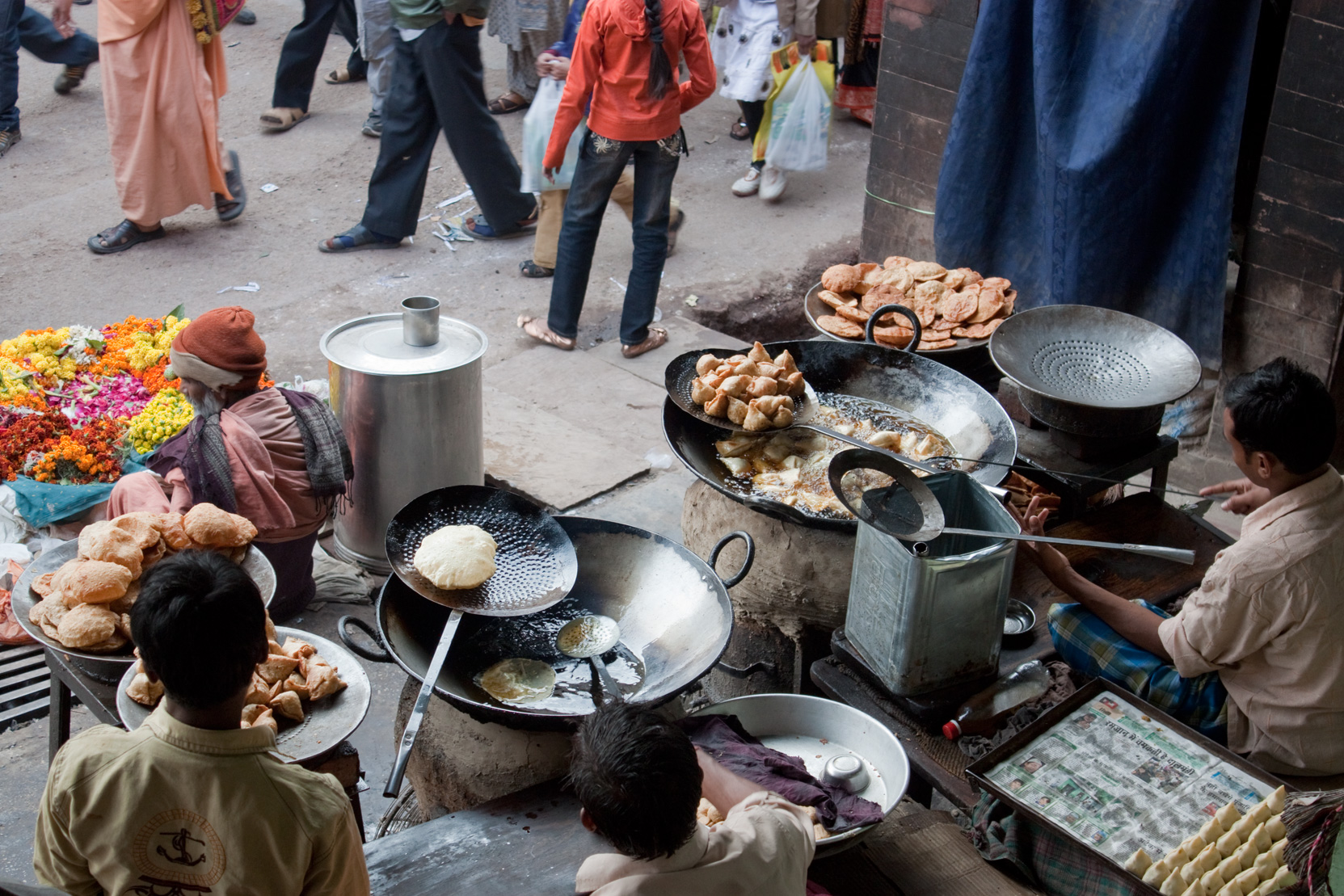
Alcuni puri vengono fritti per immersione in un negozio a Varanasi.
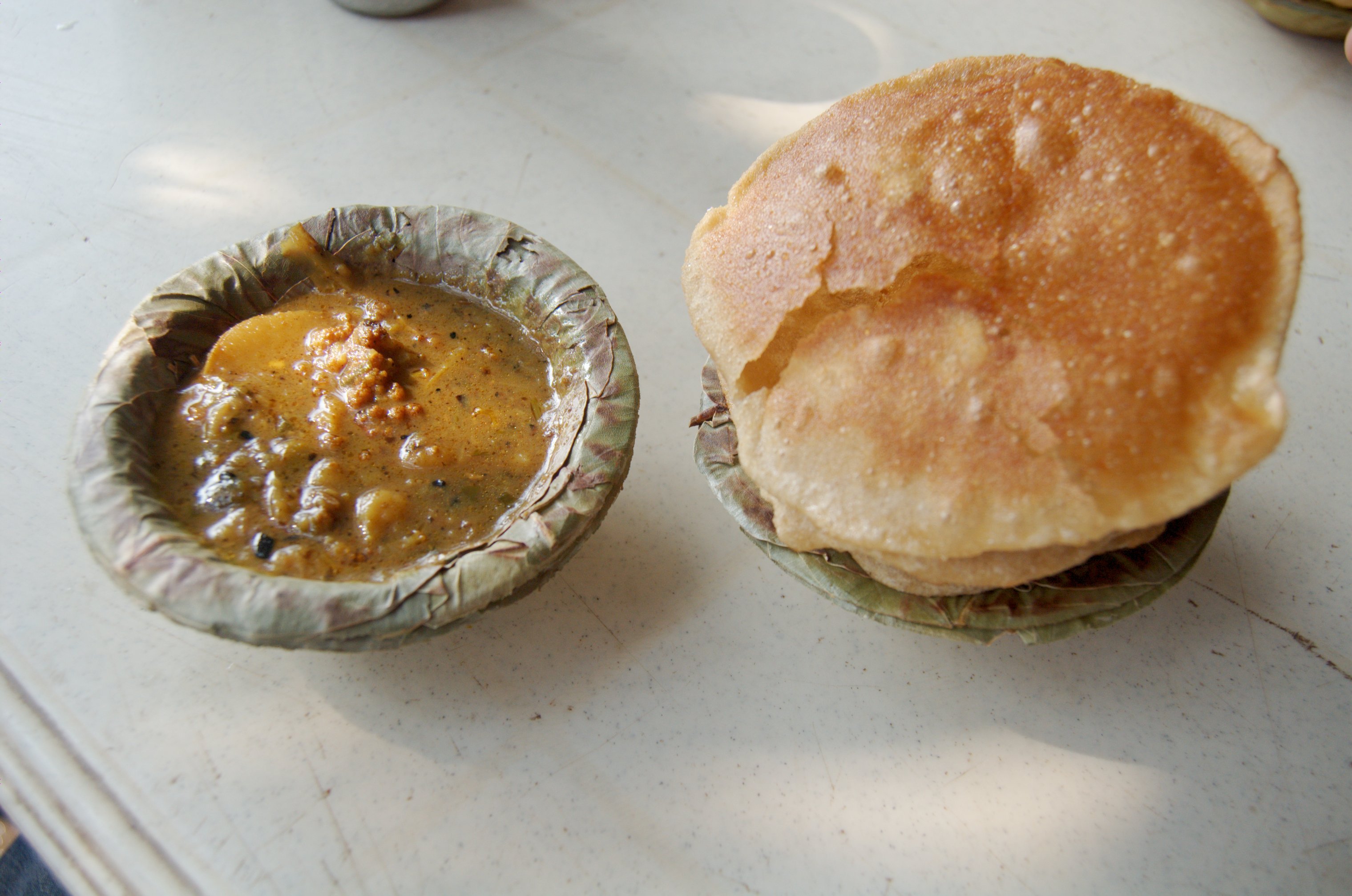
Aloo Puri, tipica colazione a base di puri e patate a Varanasi.
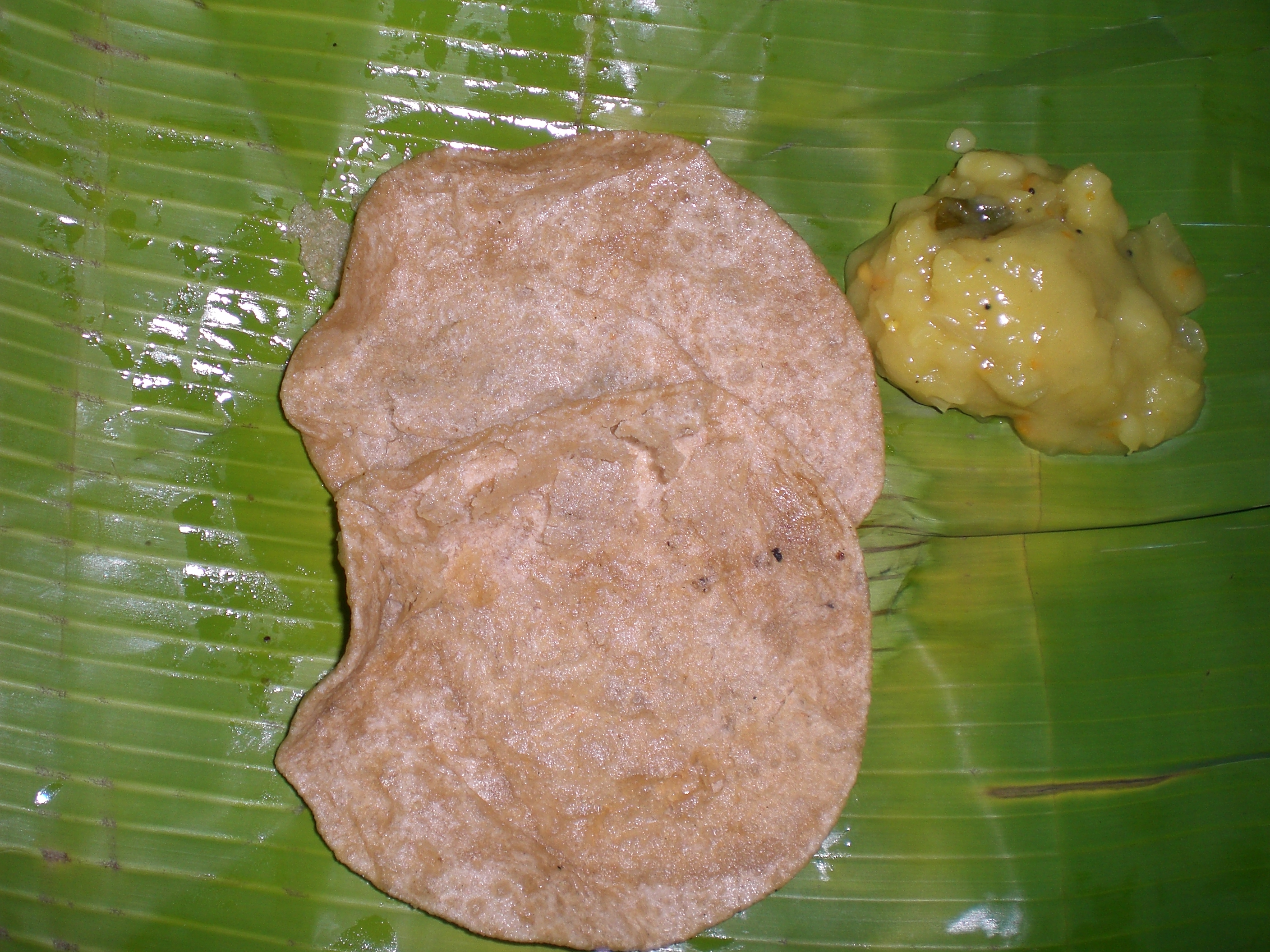
Puri masala dal Krishna Cafe Salem nel Tamil Nadu.
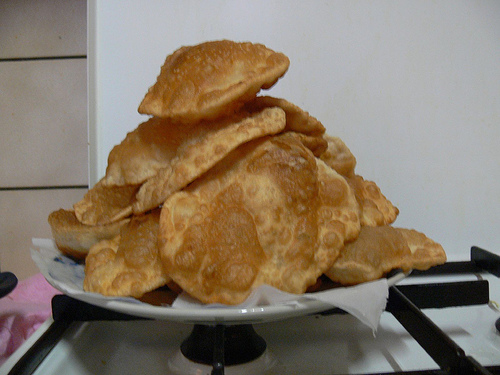
Alcuni puri appena fritti nell'olio.